# Eublepharis
Eublepharis és un gènere de sauròpsids (rèptils) escatosos de la família dels eublefàrids, que inclou cinc espècies, entre elles el dragó lleopard.

## Taxonomia
- Eublepharis angramainyu
- Eublepharis fuscus
- Eublepharis hardwickii
- Eublepharis macularius - Dragó lleopard
- Eublepharis turcmenicus